# مورو (آرکانزاس)
مورو (به انگلیسی: Morrow) یک منطقهٔ مسکونی در ایالات متحده آمریکا است که در شهرستان واشینگتن، آرکانزاس واقع شده‌است. مورو ۳۲۷٫۹۷ متر بالاتر از سطح دریا واقع شده‌است.